# Sporophila americana
Sporophila americana là một loài chim trong họ Thraupidae.